# Salle de sport Mansikka-aho
La salle de sport Mansikka-aho (en finnois : Mansikka-ahon palloiluhalli) ou arène Jatke (en finnois : Jatke areena) est une salle de sport située à Pikku-Palomäki dans le quartier Käpylä de Kouvola en Finlande.

## Présentation
La cérémonie d'inauguration a eu lieu le 2 septembre 1973.
Les clubs de Salibandy Kouvot (fi) et Sudet (fi) de Kouvola y jouent leurs matchs à domicile. 
Le nom de la salle de sport Mansikka-aho a changé en Jatke arena en 2017, lorsque Kouvot et la société Jatke Oy ont signé un accord de coopération.
La capacité de la tribune est de 776 + 300 spectateurs.
Les dimensions de la salle sont 21 × 43 m elle compte un terrain de floorball.
En plus des services traditionnels de kiosque, l'arène propose le Sauna Kouvot pour les hôtes de match, l'enceinte Kouvot Sky Lounge, la salle Kouvot VIP, le Pub Kouvot Amarillo  et le Kouvot Fan Shop.